# Наташа Мак-Елгон
Ната́ша Ебіґейл Тейлор (професійно відома як Наташа МакЕлгоун (англ. Natáscha McÉlhone (/ˈmækəlhoʊn/), народ. 14 грудня 1969, Волтон-он-Темз, Англія) — британська акторка. На телебаченні вона зіграла головну роль у політичній драмі ABC «Designated Survivor» (2016–2017). Також вона зіграла Пенелопу Кнатчбулл, графиню Бірми Маунтбаттен у 5 сезоні історичного серіалу Netflix «Корона». Станом на 2024 МакЕлгоун грає роль доктора Кетрін Елізабет Холсі в серіалі Paramount+ Halo.

## Життєпис
Наташа Тейлор народилася в лондонському передмісті Волтон-он-Темз в журналістській родині Норін Мак-Елгон (Noreen McElhone) та Майкла Тейлора. Коли їй виповнилося 3 роки, її батьки розлучилися, Наташа переїхала з матір'ю, вітчимом і братом Деймоном у Брайтон. Там вона вчилася в адміністративній школі Святої Марії для дівчаток (англ. St. Mary's Hall School for Girls). Продовжила навчання в Лондонській академії музичного та драматичного мистецтва. Під час навчання грала у кількох театральних постановках, включаючи «Річард III», «Граф Монте-Крісто», «Вишневий сад», «Сон літньої ночі». 
Закінчивши навчання в 1993 році, Тейлор дебютувала на великому екрані у 1996 році в фільмі «Прожити життя з Пікассо» з Ентоні Гопкінсом. Це був характерний прорив — попри невтішні відгуки про фільм, сама акторка отримувала хорошу критику, що забезпечило їй успіх в Голлівуді. Після цього грала у «Власність диявола», «Ронін» і всесвітньо відомому «Шоу Трумена».
Недавні роботи: «Пані в бузковому», «Хлопець Ікс», американське ТБ-шоу «Одкровення», «Повний облом» режисера Жана-Баптиста Андреа. Також виконала роль угорської революціонерки в мінісерії «Компанія», постановку якої здійснював Рідлі Скотт. У лютому 2006 року вона приєдналася до Даяни Рігг у Вест-Енді в п'єсі «Честь». Найвідоміша роль останніх років — Карен в американському серіалі «Блудлива Каліфорнія».

## Особисте життя
Під час знімань у другому сезоні «Блудливої Каліфорнії», 20 травня 2008 року, під час вагітності акторка дізналася, що її чоловік, доктор Мартін Гірігоєн Келлі, помер від хвороби серця — дилатаційної кардіоміопатії.
Живе у лондонському районі Фулем з трьома синами — Тео (2000 р. н.), Отіс (2003) і Рексом (2008).

## Фільмографія
| Рік       |    | Українська назва                           | Оригінальна назва              | Роль                                      |
| --------- | -- | ------------------------------------------ | ------------------------------ | ----------------------------------------- |
| 2022      | с  | Halo                                       | Halo                           | Доктор Кетрін Галсі                       |
| 2018      | с  | Перші                                      | The First                      | Лез Інгрем (8 епізодів)                   |
| 2016—2017 | с  | Останній кандидат                          | Designated Survivor            | Алекс Кіркман (у титрах — 31 епізод)      |
| 2016      | ф  | Лондон-Таун                                | London Town                    | Сендрін                                   |
| 2016      | ф  | Кухар                                      | Mr. Church                     | Марі                                      |
| 2015      | с  | Святі та чужинці (мінісеріал)              | Saints & Strangers             | Елізабет Гопкінс (2 серії)                |
| 2007—2014 | с  | Секс і Каліфорнія                          | Californication                | Карен (84 епізоди)                        |
| 2014      | вг | Castlevania: Lords of Shadow 2 (комп. гра) | Castlevania: Lords of Shadow 2 | Марія Бельмонт (голос)                    |
| 2013      | ф  | Повір                                      | Believe                        | Еріка Ґаллагер                            |
| 2013      | ф  | Ромео і Джульєтта                          | Romeo & Juliet                 | Сеньйора Капулетті                        |
| 2013      | ф  | Море                                       | The Sea                        | Конні Ґрейс                               |
| 2010      | с  | Торн: Соня (мінісеріал)                    | Thorne: Sleepyhead             | Енн Кобурн                                |
| 2010      | вг | Castlevania: Lords of Shadow (комп. гра)   | Castlevania: Lords of Shadow   | Марія Бельмонт (голос англомовної версії) |
| 2010      | ф  | Дитя                                       | The Kid                        | Глорія                                    |
| 2009      | с  | Десятихвилинні казки                       | 10 Minute Tales                | жінка (1 епізод)                          |
| 2008      | ф  | Благословенний                             | Blessed                        | Лу                                        |
| 2008      | ф  | Таємниця Мунакра                           | The Secret of Moonacre         | Лавдей                                    |
| 2007      | с  | Контора (мінісеріал)                       | The Company                    | Елізабет Немет (2 серії)                  |
| 2006      | ф  | Повний облом                               | Big Nothing                    | Пенелопа Вуд                              |
| 2005      | ф  | Хлопець Ікс                                | Guy X                          | сержант Айрін Тіл                         |
| 2005      | с  | Одкровення (мінісеріал)                    | Revelations                    | сестра Джозефа Монтефіоре (6 серій)       |
| 2004      | ф  | Пані в лавандовому                         | Ladies in Lavender             | Ольга Данілофф                            |
| 2003      | тф | Ще одна з роду Болейн                      | The Other Boleyn Girl          | Марія Болейн                              |
| 2002      | ф  | Соляріс                                    | Solaris                        | Рея                                       |
| 2002      | ф  | Місто примар                               | City of Ghosts                 | Софі                                      |
| 2002      | ф  | Страх крапка ком                           | Feardotcom                     | Террі                                     |
| 2002      | ф  | Лавровий каньйон                           | Laurel Canyon                  | Сара                                      |
| 2002      | ф  | Убий мене ніжно                            | Killing Me Softly              | Дебора                                    |
| 2000      | ф  | Заражений                                  | Contaminated Man               | Голлі Андерсон                            |
| 2000      | ф  | Марні зусилля кохання                      | Love's Labour's Lost           | Розалін                                   |
| 1998      | ф  | Ронін                                      | Ronin                          | Дейдра                                    |
| 1998      | ф  | Мишача метушня                             | What Rats Won't Do             | Кейт                                      |
| 1998      | ф  | Шоу Трумена                                | The Truman Show                | Лорен / Сільвія                           |
| 1997      | ф  | Місіс Делловей                             | Mrs Dalloway                   | юна Кларісса                              |
| 1997      | ф  | Власність диявола                          | The Devil's Own                | Меган Доерті                              |
| 1996      | ф  | Прожити життя з Пікассо                    | Surviving Picasso              | Франсуаза Жільо                           |
| 1996      | с  | Охололий Лазар (мінісеріал)                | Cold Lazarus                   | Енджі (2 серії)                           |
| 1996      | с  | Караоке                                    | Karaoke                        | Енджі (2 серії)                           |
| 1994      | с  | Перший екран                               | Screen One                     | Джанет (1 епізод)                         |
| 1994      | с  | Брат Кадфаель                              | Cadfael                        | Чесілі Корде                              |
| 1994      | с  | Особистий охоронець                        | Minder                         | Ванесса (1 епізод)                        |
| 1994      | с  | Ще по одній                                | Absolutely Fabulous            | помічниця в артгалереї (1 епізод)         |
| 1991      | с  | Бержерак                                   | Bergerac                       | Луїза Келдер (1 епізод)                   |
| 1990      | с  | Таємниці Рут Рендель                       | Ruth Rendell Mysteries         | Гелен Блейк (2 епізоди)                   |